# Alessia Russo
Alessia Mia Teresa Russo (* 8. Februar 1999 in Maidstone) ist eine englische Fußballspielerin. Die Spielerin steht beim Arsenal Women FC unter Vertrag und spielt seit 2020 für die englische Nationalmannschaft. Sie ist zweimalige Europameisterin, Vize-Weltmeisterin und Champions-League-Siegerin. Bei der EM 2025 wurde sie außerdem als beste Mittelstürmerin des Turniers gewählt.

## Werdegang

### Vereine
Russo begann ihre Karriere im Charlton Athletic's centre of excellence, wechselte dann in die Jugendabteilung der Chelsea FC Women, deren Kapitänin sie wurde. 2016 bestritt sie ein Spiel im Ligapokal für die erste Mannschaft. Zur Übergangssaison 2017 (Spring Series) wechselte sie zum neuen Zweitligisten Brighton & Hove Albion, für den sie in sieben von neun Spielen eingesetzt wurde und drei Tore erzielte. Im Herbst 2017 wechselte sie in die USA an die University of North Carolina at Chapel Hill und spielte College-Fußball für deren North Carolina Tar Heels. Insgesamt kam sie in drei Spielzeiten auf 57 Einsätze, davon 55 in der Startelf, und erzielte 28 Tore. Dabei kam sie in ihrer zweiten Saison nach einem Beinbruch nur auf 14 Einsätze und sechs Tore. Aufgrund der unsicheren Lage durch die COVID-19-Pandemie verließ sie im August 2020 die USA.
Im September 2020 erhielt sie einen Zweijahresvertrag mit Option auf ein weiteres Jahr bei Manchester United WFC. Verletzungsbedingt kam sie in der Saison 2020/21 aber nur zu vier Einsätzen mit drei Toren. In der Saison 2021/22 kam sie in allen 22 Ligaspielen zum Einsatz und erzielte neun Tore, womit sie beste Torschützin ihrer Mannschaft und zusammen mit der Jamaikanerin Khadija Shaw fünftbeste Torschützin der Liga war.
Im Januar 2023 bot Liga-Konkurrent Arsenal Women FC für einen Wechsel im Winter-Transferfenster mehr als die 450.000 €, die Barcelona beim Wechsel von Keira Walsh an Manchester City gezahlt haben soll. Das Angebot wurde aber von Manchester United abgelehnt. Im Sommer 2023 wechselte sie schließlich ablösefrei zu Arsenal.

### Nationalmannschaft
Russo durchlief die englischen Juniorinnenmannschaften ab der U-15, für die sie bei ihrem Debüt mit 13 Jahren gleich ein Tor erzielte. Im Oktober 2015 nahm sie mit der U-17-Mannschaft an der ersten Qualifikationsrunde zur U-17-Fußball-Europameisterschaft der Frauen 2016 teil. Sie kam in den drei Spielen zum Einsatz und erzielte beim 13:0-Sieg gegen Kroatien ebenso wie ihre Mitspielerin Georgia Stanway fünf Tore. Zwei Tage später eröffnete sie beim Spiel gegen Estland, das ebenfalls mit 13:0 gewonnen wurde, den Torreigen und war mit drei Tore beste Torschützin ihrer Mannschaft. Beim abschließenden Spiel gegen Polen, das 2:2 endete, blieb sie dagegen ohne Torerfolg. Als Gruppensiegerinnen erreichten sie die Eliterunde im März, bei der sie bei den drei Siegen ein Tor erzielte. Zusammen mit Stanway und der Spanierin Lorena Navarro war sie mit neun Toren beste Torschützin der Qualifikation. Bei der Endrunde im Mai in Belarus erzielte sie drei Tore bei den drei Siegen in der Gruppenphase und zwei Tore bei der 3:4-Halbfinalniederlage gegen Deutschland. Zusammen mit Navarro war sie mit fünf Toren beste Torschützin der Endrunde. Als Dritte qualifizierten sich die Engländerinnen für die U-17-Fußball-Weltmeisterschaft der Frauen 2016 in Jordanien. Dort gelang ihr in der vierten Minute der Nachspielzeit des ersten Gruppenspiels gegen den späteren Weltmeister Nordkorea das Tor zum 3:3-Endstand. Es blieb ihr einziges Tor beim Turnier, bei der sie keine Minute verpasste, aber nach einer 0:3-Viertelfinalniederlage gegen Japan ausschied.
Im April 2017 kam sie in zwei Spielen der Eliterunde der Qualifikation zur U-19-Fußball-Europameisterschaft der Frauen 2017 zum Einsatz, blieb aber ohne Torerfolg. Als Gruppensiegerinnen erreichten sie die Endrunde im August in Nordirland. Sie kam in vier Spielen zum Einsatz, blieb aber erneut torlos. Durch einen 2:0-Sieg gegen die nördlichen Nachbarinnen qualifizierten sich die Engländerinnen als Fünfte für die U-20-Fußball-Weltmeisterschaft der Frauen 2018. Sie kam dort in allen sechs Spielen zum Einsatz und erzielte drei Tore in den Gruppenspielen. Am Ende wurden die Engländerinnen Dritte durch einen Sieg im Elfmeterschießen des Spiels um Platz 3 gegen Gastgeber Frankreich, bei dem sie als einzige Engländerin verschoss. Es folgten Einsätze in den U-21-Mannschaft, die aber nur Freundschaftsspiele bestritt – teilweise gegen U-23-Mannschaften.
Im Februar 2020 erhielt sie die erste Einladung zu einem Trainingscamp der A-Nationalmannschaft für den SheBelieves Cup 2020, zunächst nur als Trainingsspielerin, dann als Ersatz für die verletzte Lucy Bronze.  Ihren ersten Einsatz in der A-Elf hatte sie am 11. März 2020 im dritten Turnierspiel, das mit 0:1 gegen Spanien verloren wurde, wobei sie in der 70. Minute beim Stand von 0:0 für Toni Duggan eingewechselt wurde. Die COVID-19-Pandemie und ihre Verletzung machten dann erst mal weitere Spiele unmöglich. Erst beim 20:0-Rekordsieg am 30. November 2021 gegen Lettland in der Qualifikation für die WM 2023 wurde sie von der neuen Nationaltrainerin Sarina Wiegman wieder eingesetzt. In der 60. Minute wurde sie für die dreifache Torschützin Ellen White eingewechselt und erzielte ebenfalls drei Tore: in der 71., 81. und 82. Minute – schnellster Dreierpack des Spiels und der englischen Nationalmannschaftsgeschichte.  Beim Arnold Clark Cup im Februar 2022 wurde sie je einmal ein- und ausgewechselt.
Am 17. Mai 2022 wurde sie für den vorläufigen EM-Kader benannt. Am 15. Juni wurde sie auch für den finalen Kader berücksichtigt. Bei der Europameisterschaft, bei dem Englands Frauenfußball-Team den ersten Titel in der Geschichte gewann, wurde sie in allen sechs Spielen jeweils in der zweiten Halbzeit eingewechselt. Sie erzielte insgesamt vier Tore und war damit die drittbeste Torschützin des Turniers hinter Beth Mead und Alexandra Popp. Im Halbfinale gegen Schweden gelang ihr ein besonders spektakuläres Tor mit der Hacke, das von den technischen Beobachtern der UEFA später zum „Tor des Turniers“ gewählt wurde.
Sie wurde auch in den letzten beiden Spielen der Qualifikation für die WM 2023 nach der EM eingesetzt, erzielte dabei jeweils ein Tor und qualifizierte sich am 3. September mit ihrer Mannschaft durch einen 2:0-Sieg in Wiener Neustadt gegen Österreich für die WM-Endrunde. Am 31. Mai 2023 wurde sie als eine von 23 Spielerinnen für die WM-Endrunde in Australien und Neuseeland nominiert.

## Erfolge
- Europameisterin: 2022, 2025 (mit England)
- Vizeweltmeisterin: 2023 (mit England)
- Arnold-Clark-Cup-Siegerin 2022 und 2023
- UEFA-Women’s-Champions-League-Siegerin: 2025 (mit Arsenal)